# Кицмиллер, Джон
Джон Кицмиллер (англ. John Kitzmiller; 4 декабря 1913, Батл-Крик — 23 февраля 1965, Рим) — американский и итальянский киноактёр, обладатель приза за лучшую мужскую роль на 10-м Каннском кинофестивале.
Ещё при жизни Кицмиллера называли наиболее значительным афроамериканским актёром из тех, кто работал в области итальянского неореализма. Прожив короткую жизнь, актёр сыграл более чем в 45 полнометражных фильмах, многие из которых были сняты самыми влиятельными европейскими режиссёрами того времени. Несмотря на американское гражданство, славу актёр получил только в Италии. В 1951 году журнал ''Ebony'' писал: «Джон Кицмиллер до сих пор неизвестен в Америке. … Его лицо настолько же знакомо итальянским киноманам, как американским — Грегори Пека».
Кицмиллер исполнил роль Куорелла в первой части «бондианы» «Доктор Ноу», через три года после премьеры которого актёра нашли мёртвым в номере одной из гостиниц Рима. Причиной столь ранней смерти стал цирроз печени, которым он страдал долгое время.

## Биография
Джон Кицмиллер родился 4 декабря 1913 года (по другим данным — 1915) в городе Батл-Крик, штат Мичиган. Учился на инженера, а с началом Второй мировой войны вступил в ряды армии США и участвовал в Итальянской кампании. В конце военных действий Кицмиллер был удостоен Медали Победы за своё мужество, проявленное во время сражений. Примерно в то же время, на американской базе в коммуне Томболо, близ города Ливорно, с Кицмиллером познакомился кинорежиссёр Луиджи Зампа и продюсер Карло Понти, которые как раз тогда снимали в тех местах фильм «Жить в мире». Именно они и предложили ему роль Джо в своей картине, на что Кицмиллер без раздумий согласился.
Первый фильм с участием актёра был воспринят критиками интеллектуальным и эстетическим возрождением итальянского кинематографа после фашистского сумрака. Лента четко установила размытые границы тогдашнего неореализма. Кицмиллер исполнил роль Джо — афроамериканского солдата, который, совместно со всей командой, вторгается в немецкий лагерь и проживает под видом немецкого солдата. Актёрская игра Кицмиллера положительно оценивалась кинокритиками, а антрополог Мишель-Рольф Труйо назвал её «формулой тишины».
После премьеры «Жить в мире» Кицмиллер снялся ещё в нескольких картинах, после чего, в 1950 году, режиссёр Федерико Феллини пригласил его в свою дебютную ленту «Огни варьете», где актёр перевоплотился в трубача Джонни. Около 10 лет Кицмиллер продолжает сниматься в Италии и только в конце 1950-х годов он переезжает в Югославию, на съёмки военной драмы «Долина мира» режиссёра Франце Штиглица. Роль актёра — сержант Джим, спасающий мальчика и девочку от фашистов. Этот эпизод в жизни Кицмиллера стал наиболее успешным — на 10-м Каннском кинофестивале актёр удостоился приза за лучшую мужскую роль, а сам фильм выдвигался на «Золотую пальмовую ветвь».
Успех картины в Каннах дал и иные плоды — Кицмиллера наконец-то стали снимать в США. Он снимался у Винсента Шермана в «Голой земле», а одной из последних ролей актёра стала роль Куорелла в первой части «бондианы» «Доктор Ноу», которая и прославила его на весь мир. В последний раз Кицмиллер появился на экране в 1965 году, в немецкой драме «Хижина дяди Тома» по одноимённому роману Гарриет Бичер-Стоу. Через месяц после премьеры фильма актёр скончался в номере одной из гостиниц Рима от цирроза печени. Он никогда не был женат и не имел детей.

## Фильмография
| Год  |   | Русское название              | Оригинальное название       | Роль          |
| ---- | - | ----------------------------- | --------------------------- | ------------- |
| 1947 | ф | Жить в мире                   | Vivere in pace              | Джо           |
| 1947 | ф | Чёрный рай                    | Tombolo, paradiso nero      | Джек          |
| 1948 | ф | Никакой пощады                | Senza pietà                 | Джерри        |
| 1950 | ф | Огни варьете                  | Luci del varietà            | трубач Джонни |
| 1952 | ф | Волки охотятся ночью          | Les loups chassent la nuit  | раб Мигель    |
| 1952 | ф | Резня                         | Massacre en dentelles       | Рокки Сэддли  |
| 1952 | ф | Сила судьбы                   | La forza del destino        | Неро          |
| 1953 | ф | Песня для тебя                | Canto per te                | Ангеноре      |
| 1953 | ф | Иностранный легион            | Legione straniera           | Дьялмар       |
| 1953 | ф | Фрина, куртизанка Востока     | Frine, cortigiana d'Oriente | Набус         |
| 1954 | ф | Мы не хотим умирать           | Non vogliamo morire         | Джон          |
| 1954 | ф | Набережная блондинок          | Quai des blondes            | Мишель        |
| 1954 | ф | Солнечное желание             | Desiderio 'e sole           | Сирович       |
| 1954 | ф | Грешный остров                | La peccatrice dell'isola    | рыбак         |
| 1954 | ф | Горькие воды                  | Acque amare                 | Меццанотте    |
| 1955 | ф | Наш образец                   | Il nostro campione          | Раймондо      |
| 1956 | ф | Долина мира                   | Dolina miru                 | сержант Джим  |
| 1957 | ф | 20 лет один и тот же праздник | A vent'anni è sempre festa  | Джон Миллер   |

| Год  |    | Русское название                                  | Оригинальное название                                  | Роль           |
| ---- | -- | ------------------------------------------------- | ------------------------------------------------------ | -------------- |
| 1957 | ф  | Парижские тайны                                   | I misteri di Parigi                                    | Ло Сквартаторе |
| 1958 | ф  | Голая Земля                                       | The Naked Earth                                        | Дэвид          |
| 1958 | ф  | Афродита, богиня любви                            | Afrodite, dea dell'amore                               | Томоро         |
| 1959 | ф  | Потерянная жизнь                                  | Vite perdute                                           | Лука           |
| 1959 | ф  | Пансион «Эдельвейс»                               | Pensione Edelweiss                                     | Бугрон         |
| 1960 | ф  | Авантюристы в тропиках                            | Gli avventurieri dei tropici                           | Сальвадор      |
| 1960 | ф  | Пираты побережья                                  | I pirati della costa                                   | Рок            |
| 1961 | ф  | Огненная корона                                   | La corona di fuoco                                     | Аким           |
| 1961 | ф  | Восстание наёмников                               | La rivolta dei mercenari                               | Тарго          |
| 1962 | ф  | Марс, бог войны                                   | Marte, dio della guerra                                | Афрос          |
| 1962 | ф  | Сын капитана Блада                                | Il figlio del capitano Blood                           | Мозес          |
| 1962 | ф  | Доктор Ноу                                        | Dr. No                                                 | Куорелл        |
| 1962 | ф  | Тигр семи морей                                   | La tigre dei sette mari                                | Серпенте       |
| 1964 | тф | Библиотека Первой Студии: история Скарлетт О'Хара | Biblioteca di Studio Uno: La storia di Rossella O'Hara | Сэм            |
| 1964 | ф  | Проклятие зелёных глаз                            | Der Fluch der grünen Augen                             | Джон           |
| 1965 | ф  | Хижина дяди Тома                                  | Onkel Toms Hütte                                       | дядя Том       |